# Semana Santa en Mula
La Semana Santa en Mula es el conjunto de ritos católicos que se realizan en la ciudad de Mula, durante la Semana Santa. Durante ella se celebra la tamborada característica con sus orígenes a mediados del siglo XIX, que representa una forma de crítica al poder establecido. Está declarada como fiesta de Interés Turístico Regional desde el año 1990, desde 2009 como de Interés Turístico Nacional, y desde 2022 como Fiesta de Interés Turístico Internacional.

## Desfiles procesionales
En 1606 se creó la hermandad de Nuestra Señora del Carmen y desde finales del siglo XVII los desfiles procesionales estaban consolidados en la ciudad. Están organizados por las diferentes cofradías y hermandades:
- Hermandad de Nuestra Señora del Carmen: es la más antigua y se encarga de la procesión de Miércoles Santo, también conocida como de "La Samaritana". Se inicia en la Ermita de Nuestra Señora del Carmen y desfilan diversos pasos como la Oración del Huerto, El Prendimiento, Ecce Homo, San Pedro, San Juan y la Virgen de los Dolores, además de La Samaritana.
- Cofradía de Nuestro Padre Jesús Nazareno: se encarga de la procesión de Jueves Santo. Se inicia en la Parroquia de Santo Domingo de Guzmán y desfilan diversos pasos como el Cristo de la Columna (obra de González Moreno); La Verónica (obra de Carrillo Marco); Nuestro Padre Jesús Nazareno, el Cristo de la Agonía, la Virgen de los Dolores y San Juan (obras de Sánchez Lozano).
- Cofradía del Cristo del Asilo: se encarga de la procesión del Silencio en Jueves Santo.
- Hermandad de Nuestro Padre Jesús Nazareno: se encarga de la procesión del Santo Entierro del Viernes Santo. Desfilan diversos pasos como La Piedad y el Cristo Yacente (obras de Sánchez Lozano); la Soledad del Calvario, María Magdalena, San Juan y la Virgen de la Soledad del Carmen (obras de Lozano Roca).
- Cofradía de Jesús Resucitado: se encarga de la procesión del Resucitado en el Domingo de Resurrección. Se inicia en tres lugares diferentes: el Monasterio de la Encarnación, la parroquia de Nuestra Señora del Carmen y la parroquia de Santo Domingo de Guzmán, que coinciden en la plaza del Ayuntamiento para continuar todos juntos. Desfilan diversos pasos como el Ángel Triunfante, Jesús Resucitado, María Salomé, San Pedro, San Juan, la Virgen de los Dolores, María Magdalena y Santiago Apóstol.
- Cofradía de Jesús Triunfante y Santiago Apóstol: esta cofradía se fundó en 2001 y colabora en el desfile del Domingo de Resurrección y del Domingo de Ramos.
- Procesión de Vía crucis: este paso, perteneciente a la parroquia de San Miguel Arcángel, procesiona el Viernes de Dolores y actualmente ha sido incluida en la procesión profesional de Domingo de Ramos

## Noche de los Tambores

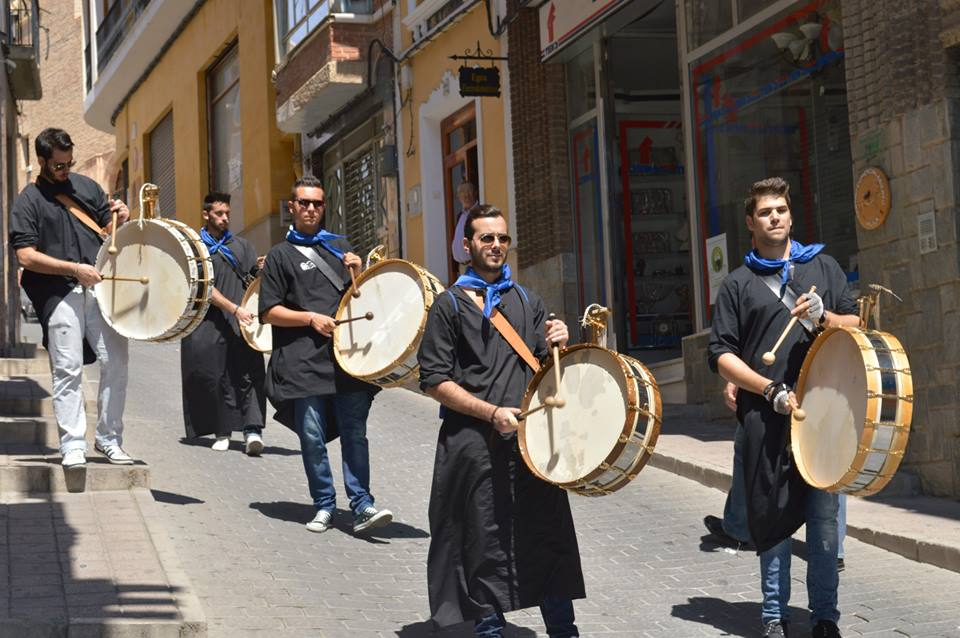
Tamborada de 2015

Los primeros testimonios documentales aparecen en las ordenanzas municipales de 1859 donde se recogen disposiciones en contra del uso de los tambores durante la Semana Santa: En las procesiones se guardará por los concurrentes el orden y compostura debidos, y en todo caso se prohíbe andar por las calles con tambores, fuera de los pocos que, con permiso de la autoridad, distribuya la Hermandad del Carmen, y aún éstos irán solamente en la procesión.
La noche de los tambores comienza a las doce de la noche de Martes Santo y finaliza a las cuatro de la tarde del Miércoles Santo. Poco antes de esa hora los participantes piden comenzar golpeando sus baquetas entre sí hasta que se escuchen las trompetas que interpretan la 'Llamada a la Tamborada' para que los tamboristas reunidos en la Plaza del Ayuntamiento y vestidos con túnicas negras inicien su actuación. Los tambores emiten un ritmo característico en esta ciudad y suenan continuamente. También se realizan tamboradas en Viernes Santo y Domingo de Resurrección en horarios más reducidos.
La tamborada tiene un carácter crítico con el poder establecido por lo que ha encontrado diversos impedimentos en su realización a lo largo de su celebración. Así, en 1892 hubo una serie de detenciones por practicar la tamborada, aunque fueron excarcelados ante la presión popular. Durante la dictadura de Primo de Rivera también se pusieron importantes limitaciones. Algo similar sucedió durante la dictadura de Franco.
Desde 1977 se incrementó el interés por la fiesta y en 1987 se formó la Asociación de Tamboristas de Mula. Asimismo el reconocimiento se realizó mediante la declaración de fiesta de interés regional en 1990 y nacional en 2009.